# 阿黛利地
阿黛利地（法語：Terre Adélie，法語：[tɛʁ adeli]）是法属南部和南极领地的组成部分之一，但不同于其它组成部分，法国对阿黛利地的主权因《南极条约》的限制，未获国际普遍承认。阿黛利地为南極洲近印度洋的一角，面積432,000平方公里，主要為冰蓋高原。

## 历史
法国人认为，这块地方是法国探险家朱尔·杜蒙·居维尔在1840年发现的，他以自己妻子的名字“阿黛利”命名了这块土地。